# IMAX

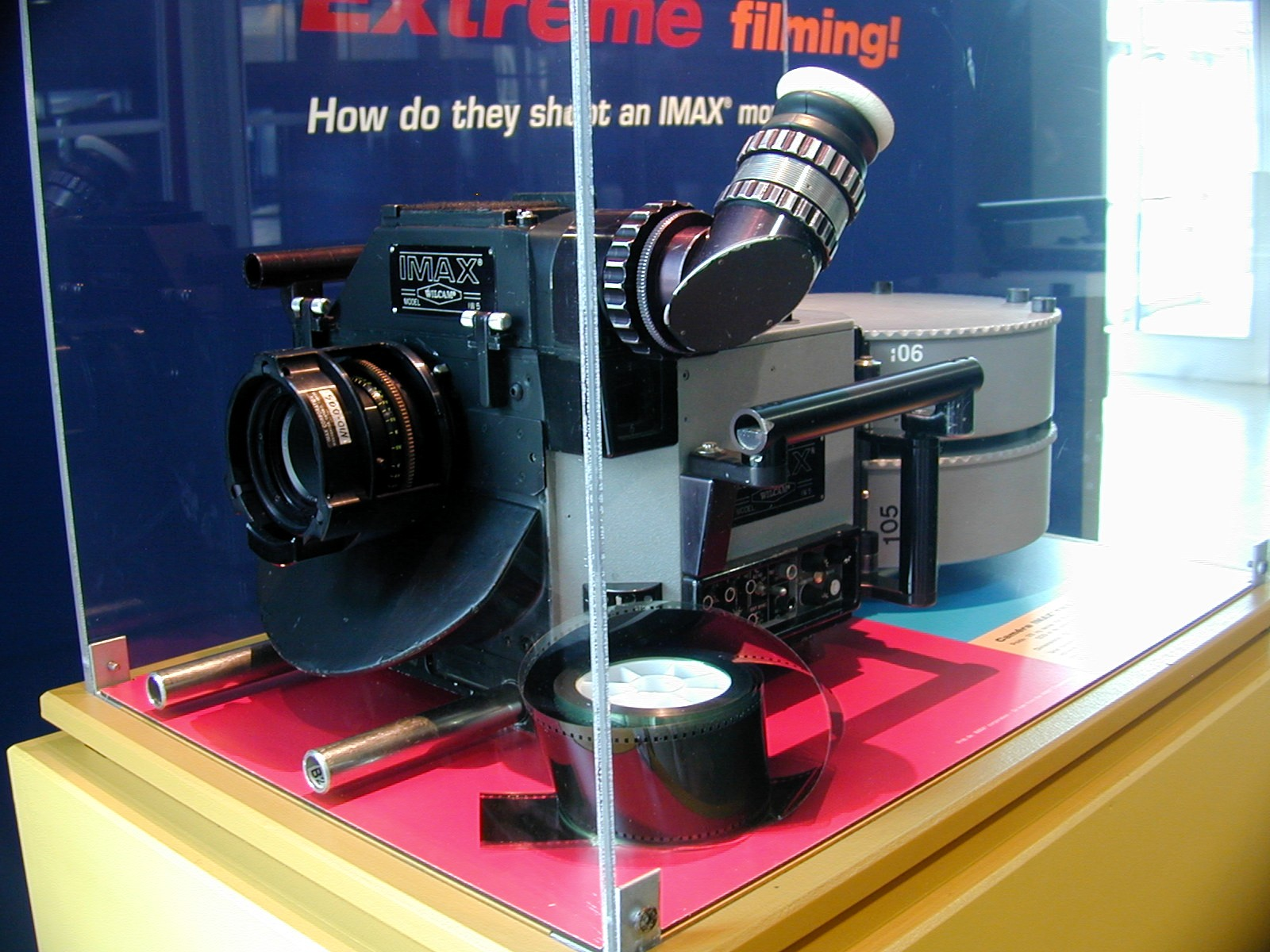
IMAX kamera a svitek 70mm pozitivní kopie

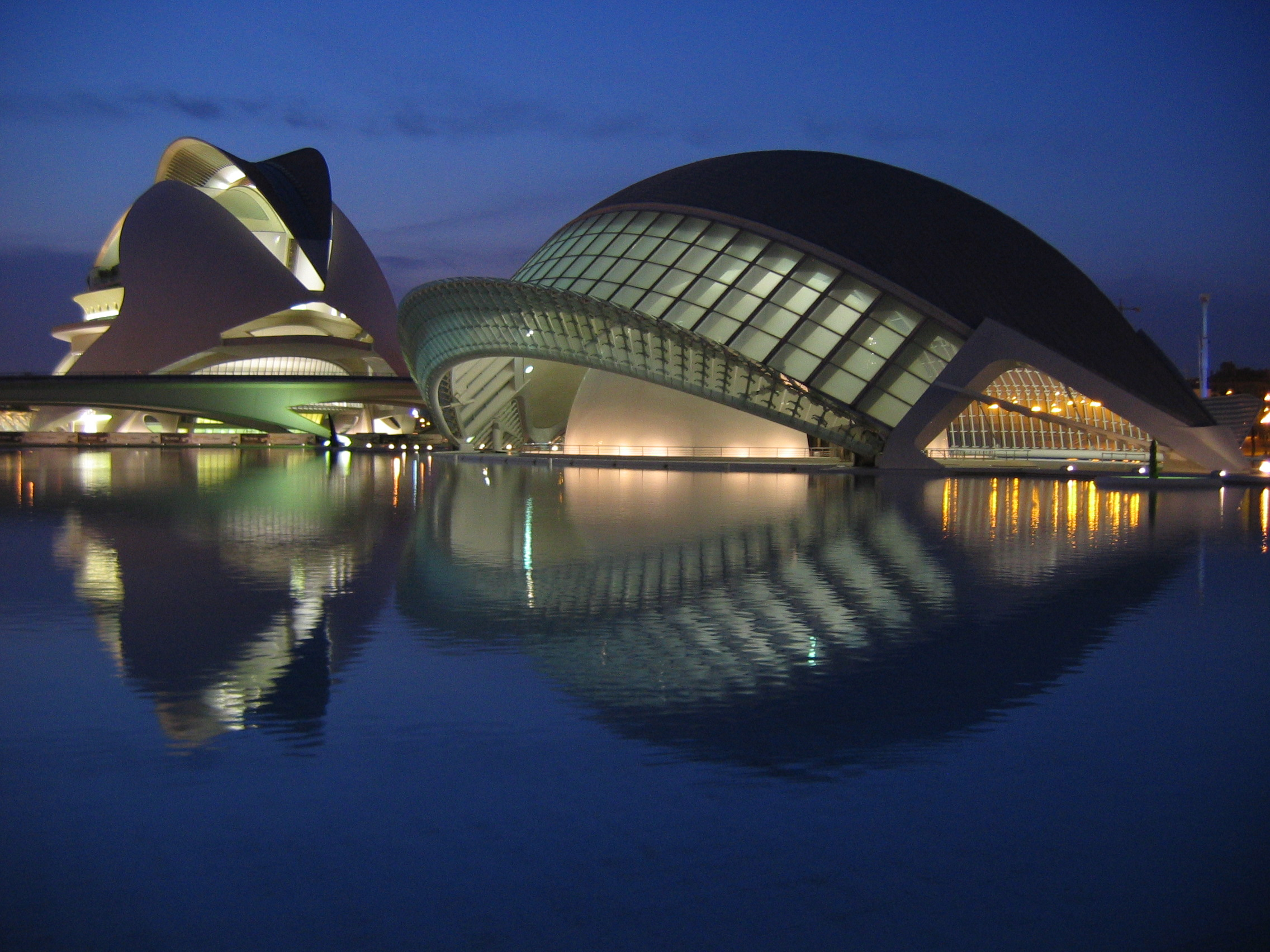
Moderní kino L'Hemisfèric ve španělské Valencii umožňuje promítání IMAX formátu

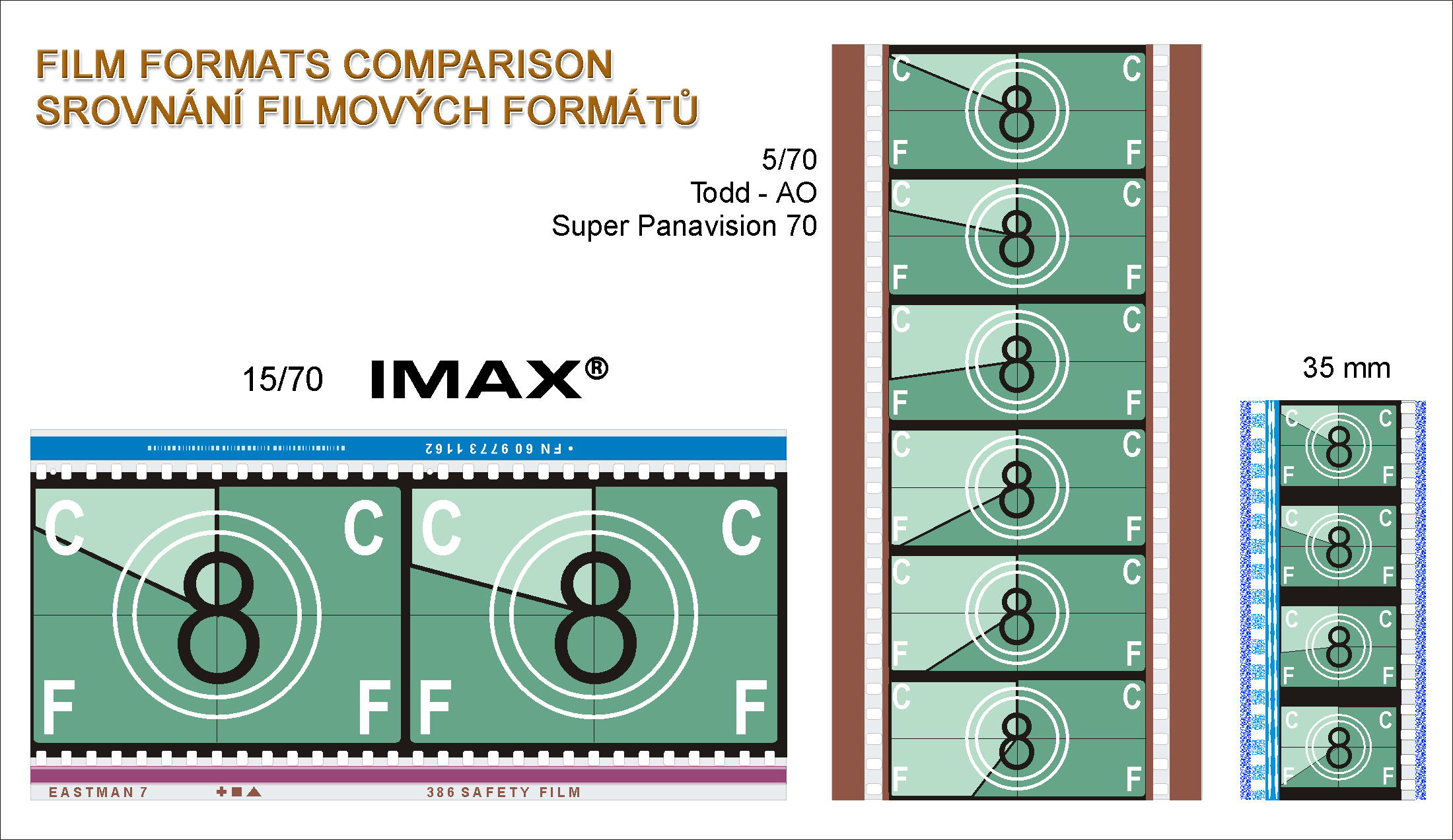
Porovnání velikostí filmových formátů na 70mm a 35mm filmových pásech

IMAX (z anglického Image MAXimum – maximum obrazu) je označení formátu velkorozměrového kinematografického systému vyvinutého společností IMAX Corporation, který je založen na použití negativu šíře 65 mm a kopií zhotovených na 70mm pozitivním materiálu (místo klasického formátu 35 mm), díky čemuž se daří dosáhnout značně lepšího rozlišení a většího obrazu. Standardní plátno pro IMAX systém má rozměry 22×16 m a udávané rozlišení je 10000×7000 obrazových bodů.
Co se týče filmů, jsou v IMAX točeny většinou dražší filmy, které i více vydělají, tzv. Jedny z nejvýdělečnějších filmů na světě
Existuje několik systémů založených na této technologii:
- IMAX – klasický systém promítání obrazu pomocí speciálního promítacího zařízení, jehož výsledkem je ale do jisté míry prostorový dojem díky vyplnění zorného pole diváků
- IMAX Dome (dříve OMNIMAX) – promítání obrazu na sférickou projekční plochu, která lépe vyplňuje periferní vidění a navozuje tak lepší pocit prostorovosti obrazu.
- IMAX 3D – synchronní projekce dvojice obrazů stereoskopicky nasnímaných dvěma kamerami nebo jednou speciální dvojitou kamerou, jež odpovídá pozorování scény oběma očima (3D film). Speciální technologie, jejíž součástí jsou buď polarizační nebo elektronické závěrkové brýle, umožní divákům vidět obraz náležející vjemu pravého oka jen pravým okem a levý obraz odpovídající vjemu levého oka jen levým okem. Diváci tedy vidí scénu podobně, jako by se vlastníma očima dívali na skutečnost a promítaný obraz proto vidí prostorově, neboli trojrozměrně.
- IMAX MAGIC CARPET (TAPIS MAGIQUE) – duální systém. Jeden obraz je promítán před diváky jako v konvenčním kině, druhý do prostoru pod sedadly. Řady sedadel v hledišti jsou dál od sebe, v pruzích mezi nimi jsou prosklené průhledy na spodní obraz. Diváci tak mají dojem, že se vznášejí v prostoru. Jediné kino tohoto druhu je v parku Futuroscope v Poitiers ve Francii. Filmy: Flowers in the Sky, Travellers by Air and by Sea.
- IMAX HD – snímání a projekce se děje při dvojnásobné obrazové frekvenci, tj. 48 obr/s.
- IMAX Solido – 3D systém, kde jsou stereoskopické dvojice obrazů pro pravé a levé oko umístěny střídavě na jediném filmovém pásu. Projekce probíhá opět dvojnásobnou frekvencí 48 obr./s. V tomto případě nelze použít polarizační brýle, ale elektronické závěrkové brýle na bázi LCD.
- IMAX MPX – zjednodušená levnější 3D verze pro multiplexy. MPX = multiplex. Kino pro IMAX MPX nemá tak strmé hlediště, v důsledku toho obraz není tolik vysoký, ale promítá se s poměrem stran přibližně 1 : 1,75. Takovým kinem je například Pathé Imax ArenA v Amsterdamu.

## Technické podrobnosti

### Obraz

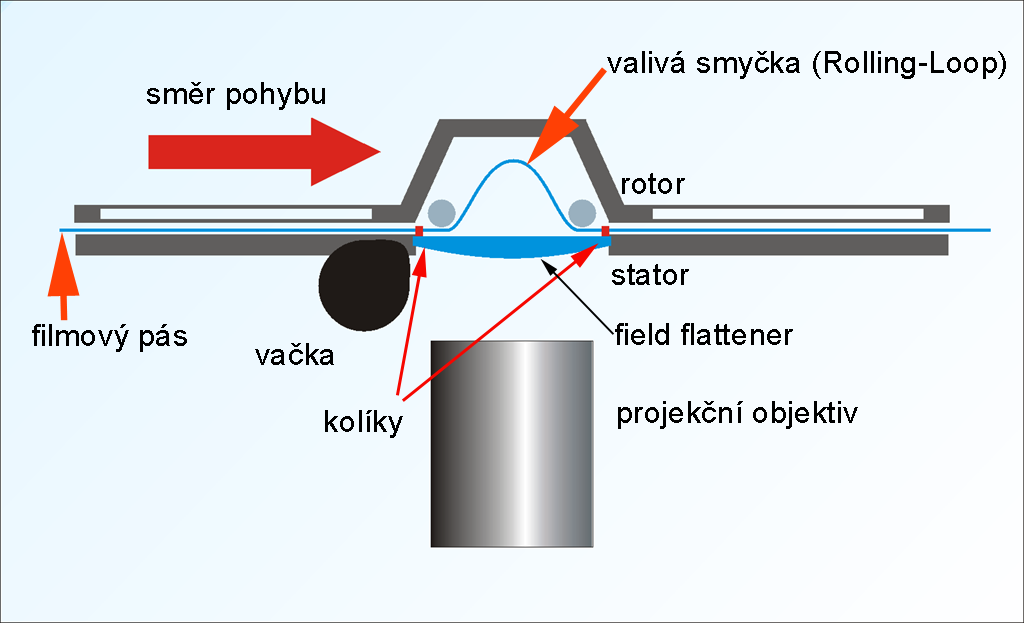
Schéma promítacího zařízení Rolling Loop projektorů Imax

Extrémně velkého obrazu s vynikajícím rozlišením se formátu IMAX daří dosáhnout díky netradičně použitému filmovému negativu: 70mm formát je perforován na horním a spodním okraji a celý pohyb je tedy horizontální (na rozdíl od běžného vertikálního běhu negativu). Díky tomu má každé políčko rozměry 69,6×48,5 mm (namísto obvyklých 48,5×22,1 mm pro 70mm negativ) – aby promítačka stihla promítnout standardních 24 snímků za sekundu, musí se filmový pás pohybovat třikrát rychleji než normálně. Tento formát se označuje jako 1570 (nebo také 15/70) podle patnácti perforačních okének na každé políčko. Existují ale i jiné formáty:
- 1070 GOTO – 10 perforačních otvorů na okénko (japonský systém, rozšířený pouze v Asii)
- 870 IWERKS – 8 perforačních otvorů na okénko, vertikální posun (zmenšenina IMAX)
- 570 – 5 perforačních otvorů na okénko, vertikální posun (pro srovnání: klasický 70mm záznam)

Zajímavé je, že natáčení probíhá na šířku negativu 65 mm (jako u klasického velkoformátového záznamu, kde zbývajících 5 mm bylo určeno pro zvukovou stopu), takže při použití formátu 1570 je třeba záběr při kopírování na distribuční kopie nepatrně zvětšit.

### Projekční zařízení
Projekční mechanismus je velmi komplikovaný a obsahuje řadu jedinečných technických řešení, aby byla uchována velká kvalita filmového záznamu i při mnohonásobném zvětšení a velké rychlosti projekce. Například jako světelné projekční zdroje se používají 7 –15 kW xenonové výbojky, celý projektor pak váží až 1,8 tuny.

### Zvuk
Šestikanálový zvukový záznam není zapsán na filmovém pásu – dříve se využívalo 35mm magnetického záznamového pásku, později byl zvuk v digitální formě uložen na několik samostatných CD. Dnes se používá systém DTAC, kdy je zvuk nahrán na pevný disk řídícího počítače ve formě 6.1kanálového bezkompresního záznamu, který používá vzorkování 96 kHz/24 bit.

### Uspořádání kinosálu
Odlišné od klasických kin je také hlediště, které svým strmým stoupáním (až 23 stupňů) umožňuje z každé řady nezastíněný výhled na projekční plátno a tím i lepší vnímání filmu včetně prostorového dojmu.

## Kompletní filmografie Imax (abecedně)
A Freedom to Move

Across the Sea of Time

Adrenaline Rush: The Science of Risk

Adventures in Animation 3D

Adventures in Wild California

Africa's Elephant Kingdom

Africa: The Serengeti

Alamo: The Price of Freedom

Alaska: Spirit of the Wild

Alfa 78

Alice in Wonderland: Through the Looking Glass

Alien Adventure

Aliens of the Deep

Alita: Battle Angel

All Access: Front Row. Backstage. Live!

Amazing Journeys

Amazon

An American Adventure

Antarctica

Apollo 13 The Imax Experience

Asteroid Adventure

Atmos (Storm)

Australia: Land Beyond Time

Avatar

Avatar 2: The Way of Water

Avengers

Avengers: Age of Ultron

Back to the Future…The Ride

Batman Begins: The Imax Experience

Bears

Beauty And The Beast

Beavers

Behold Hawaii

Black Widow

Blue Planet

Bugs!

Catch the Sun

Captain America: The First Avenger

Captain America: The Winter Soldier

Captain America: Civil War

Celebrate Detroit

Champions- 2005

Chang Jiang, The Great River of China

Charlie And The Chocolate Factory: The Imax Experience

China: The Panda Adventure

Chronos

Circus World

Cirque Du Soleil: Journey of Man

Coral Reef Adventure

Cosmic Voyage

Cosmos

Country Music: Spirit of America

Creatures of the Season

Cyberworld

Dallas: A Unique Place in Time

Dance of Life

Dance of the East

Deep Sea 3D

Destiny in Space

Dinosaurs 3D: Giants of Patagonia

The Discoverers

Dolphins

Dolphins & Whales 3
Duna: Část druhá
Dunkerk
Doctor Strange v mnohovesmíru šílenství
Echoes of the Sun

El Pueblo Del Sol/People of the Sun

Emergency

Encounter in the 3rd Dimension

Energy

Espn’s Ultimate X The Movie

Everest

Extreme

Faces of Japan

Falling in Love Again

Fantasia 2000

Fast & Furious 6

Fighter Pilot: Operation Red Flag

Fires of Kuwait

Flight of the Aquanaut

Flyers

Flying Raft

Forces of Nature

From a Little World

Furious 7

Galapagos 3D

Ghosts of the Abyss 3D

Gold Fever

Grand Canyon: The Hidden Secrets

Great North

Greece: Secrets of the Past

Hail Columbia!

Happy Feet: The Imax Experience

Harry Potter And The Prisoner of Azkaban

Harry Potter And The Goblet of Fire: The Imax Experience

Harry Potter And The Order of the Phoenix: The Imax Experience

Harry Potter and the Half-Blood Prince

Harry Potter and the Deathly Hallows: Part 1

Harry Potter and the Deathly Hallows: Part 2

Haunted Castle 3D

Heart Land

Hidden Hawaii

Home of Freedom

Homeland

Horses: The Story of Equus

Hubble Space Telescope Short

Hurricane on the Bayou

Hydro

Imagine

Imagine Indiana

Sacred Planet

in Five Minutes, The Feature

India: Kingdom of the Tiger

Indonesia Indah Iii

Interstellar

Into the Deep

Island Adventure

Island Child

Island of a Thousand Voices: New Guinea

Island of Lemurs: Madagascar 3D

Island of the Sharks

Iron Man

Iron Man 2

Iron Man 3

J'écris Dans L'espace (I Write in Space)

Jane Goodall's Wild Chimpanzees

Journey into Amazing Caves

Kilimanjaro: to the Roof of Africa

L5: First City in Space

Le Corps Humain

Legend of the Forest

Lewis & Clark: Great Journey West

Light & Life

Living Planet

Lost Worlds: Life in the Bala

Magnificent Desolation: Walking on the Moon

Majestic White Horses

Man Belongs to the Earth

Mark Twain's America

Maximum Velocity: The French Percision Flying

Mexiko|Mexico

Michael Jordan to the Max

Misadventures in 3D: 3D Mania 2

Mission: Impossible – Ghost Protocol

Mission to Mir

Momentum

Mountain Gorilla

My Strange Uncle

Mysteries of Egypt

Mystery of the Maya

Mystery of the Nile

Mystic India

Nascar 3D: The Imax Experience

Neighbors

Niagara: Miracles, Myths And Magic

Night at the Museum: The Imax Experience

North of Superior

NSYNC: Bigger than Live

Ocean

Ocean Men: Extreme Dive

Ocean Oasis

Ocean Wonderland

Olympic Glory

On the Wing

Only the Earth

Ontario/Summertide
Oppenheimer
Open Season: An Imax 3D Experience
Origins of Life

Our Country

Ozarks: Legacy & Legends

Paint Misbehavin'

Pandorama

Passion for Life

Philadelphia Anthem

Picture Holland

Pilialoha

Pitsburgh’s Big Picture

Polynesian Odyssey

Poseidon: The Imax Experience

Praying Mantis

Primiti Too Taa

Pulse: A Stomp Odyssey

Race for Atlantis

Race the Wind

Rheged: The Lost Kingdom

Ride Around the World

Ring of Fire

River Journey

Roar: Lions of the Kalahari

Robots: The Imax Experience

Rolling Stones: At the Max

Roving Mars

Sacred Site

Santa vs the Snowman 3D

Sea Fantasy

Sea Monsters: A Prehistoric Adventure 3D

Search for the Great Sharks

Seasons

Shackleton's Antarctic Adventure

Sharks 3D

Shinshu Symphony

Siegfried & Roy: The Magic Box

Silent Sky

Ski to the Max

Skydance

Skyward

Slit Scan

Snow Job

Solarmax

SOS Planet

Space Library

Space Station 3D

Special Effects: Anything Can Happen

Speed

Spider-Man 2: The Imax Experience

Spider-Man 3: The Imax Experience

Star Wars: Episode II Attack of the Clones: The Imax Experience

Star Wars: Episode VII – The Force Awakens

Stormchasers

Straight up: Helicopters in Action

Superman Returns: An Imax 3D Experience

Super Speedway

Survival Island

Sydney – Story of a City

Symphony Philadelphia

T-Rex: Back to the Cretaceous

Texas: The Big Picture

The Alps

The Ant Bully: An Imax 3D Experience

The Dark Knight

The Dark Knight Rises

The Deepest Garden

The Dream Is Alive

The Eruption of Mount St. Helens

The Fiddle

The First Emperor of China

The Great American West

The Greatest Places

The Hidden Dimension

The Hubble/ Night Sky

The Human Body

The Hunger Games

The Hunger Games: Cathing Fire

The Hunger Games: Mockingjay Part 1

The Hunger Games: Mockingjay Part 2

The Imax Nutcracker

The Jungle Book

The Last Buffalo

The Legend of Loch Lomond

The Lion King

The Living Sea

The Magic of Flight

The Matrix Reloaded: The Imax Experience

The Matrix Revolutions: The Imax Experience

The Old Man And The Sea

The Polar Express: An Imax 3D Experience

The Princess and the Pea

The Secret of life on Earth

The Young Black Stallion

The Walk

Thrill Ride: The Science of Fun

Time Concerto

Titanic

To Be an Astronaut

To Fly!

To the Arctic

To the Limit

Tomorrow in Space

Top Chrono

Top Speed

Trains

Transformers

Transformers: Revenge of the Fallen

Transformers: Dark of the Moon

Transformers: Age of Extinction

Transitions

Treasure Planet

Tropical Rainforest

Ultimate G’s Zac’s Flying Dream

Ultimate X

Urushi – The Japanese Bea
U2 3D
V For Vendetta: The Imax Experience
Vikings: Journey to New Worlds

Viva Baja

Viva La Blanca Paloma

Volcano

Volcanoes of the Deep Sea

Water and Man

We Are Born of Stars

Weaving Ants

Welcome to the Max

Whales

Wild Australia- The Edge

Wild Safari 3D: A South African Adventure

Wildfire: Feel the Heat

Wings of Courage

Wired to Win: Surviving the Tour De France

Wolves

World Coaster

X: First Class

X-Men: Days of Future Past

X-Men: Apocalypse

Yellowstone

Yosemite
Zion: Treasures of God